# Albert Atterberg
Albert Mauritz Atterberg, född 19 mars 1846 i Härnösand, död 4 april 1916, var en svensk kemist och jordbruksforskare som skapade Atterbergsskalan för jordarters kornstorlek som idag används av de flesta geotekniker och geologer. I Sverige används fortfarande hans kornstorleksskala, vilken baseras på ett logaritmiskt system med multipler av 2 och 6 som gränsvärden (exempel: som mellansand räknas partiklar med kornstorlek 0,2–0,6 mm).
Atterberg, vars far var byggmästare, blev filosofie doktor vid Uppsala universitet 1872, blev 1874 docent i kemi där och innehade 1874-1875 adjunkttjänsten i kemi. Han fortsatte att undervisa i kemisk analys fram till 1877. Under denna tid reste han runt i Sverige och utomlands för att studera de senaste utvecklingarna inom organisk kemi. År 1877 blev han rektor för den Kemiska avdelningen och Institutet för sädkontroll i Kalmar, där han publicerade flera texter om jordbruksresearch, tillsammans med klassificeringen av skillnaden mellan havre och säd, mellan 1891 och 1900.
När Atterberg var omkring 54 år gammal, fortfarande sysselsatt med kemi, började han lägga sina ansträngningar på klassificeringen av jordars plasticitet, vilket är det som han är mest ihågkommen för. Atterberg var, vad man vet, den förste att föreslå kornstorleken <0,002 millimeter som klassificeringen för lerpartiklar. Han upptäckte att plasticitet var en speciellt egenskap för lera, och hans arbeten ledde till de konsistensgränser som bär hans namn idag. Han ledde även studier med målet att identifiera de specifika mineralerna som ger den leriga jorden dess plastiska egenskaper.
Atterbergs arbeten med att klassificera jorden fick ett formellt erkännande av "Internationella Föreningen för Jordforskning" på en konferens i Berlin 1913. Två år senare slog en amerikansk rapport fast att Atterbergs metod var "as simple a one as could be devised, and... it is well that we should become familiar with it." Den amerikanska Byrån för Kemi och Jord tog den i bruk 1937.
Vikten av Atterbergs arbeten har aldrig insetts fullt ut på hans eget område, jordforskningen, inte heller i andra områden rörande lera, som keramik. Den som införde dem i ämnet geoteknisk forskning var Karl Terzaghi(en), som insåg deras stora betydelse väldigt tidigt i sin forskning. Terzaghis assistent, Arthur Casagrande(en), satte upp standardena för testerna 1932 och procedurerna har sedan dess följts över hela världen.
Han var bror till ingenjören Anders Atterberg och farbror till kompositören Kurt Atterberg.